# Stratton (Colorado)
Pour les articles homonymes, voir Stratton.
Stratton est une ville américaine située dans le comté de Kit Carson dans le Colorado.
La ville est nommée en l'honneur de Winfield Scott Stratton.

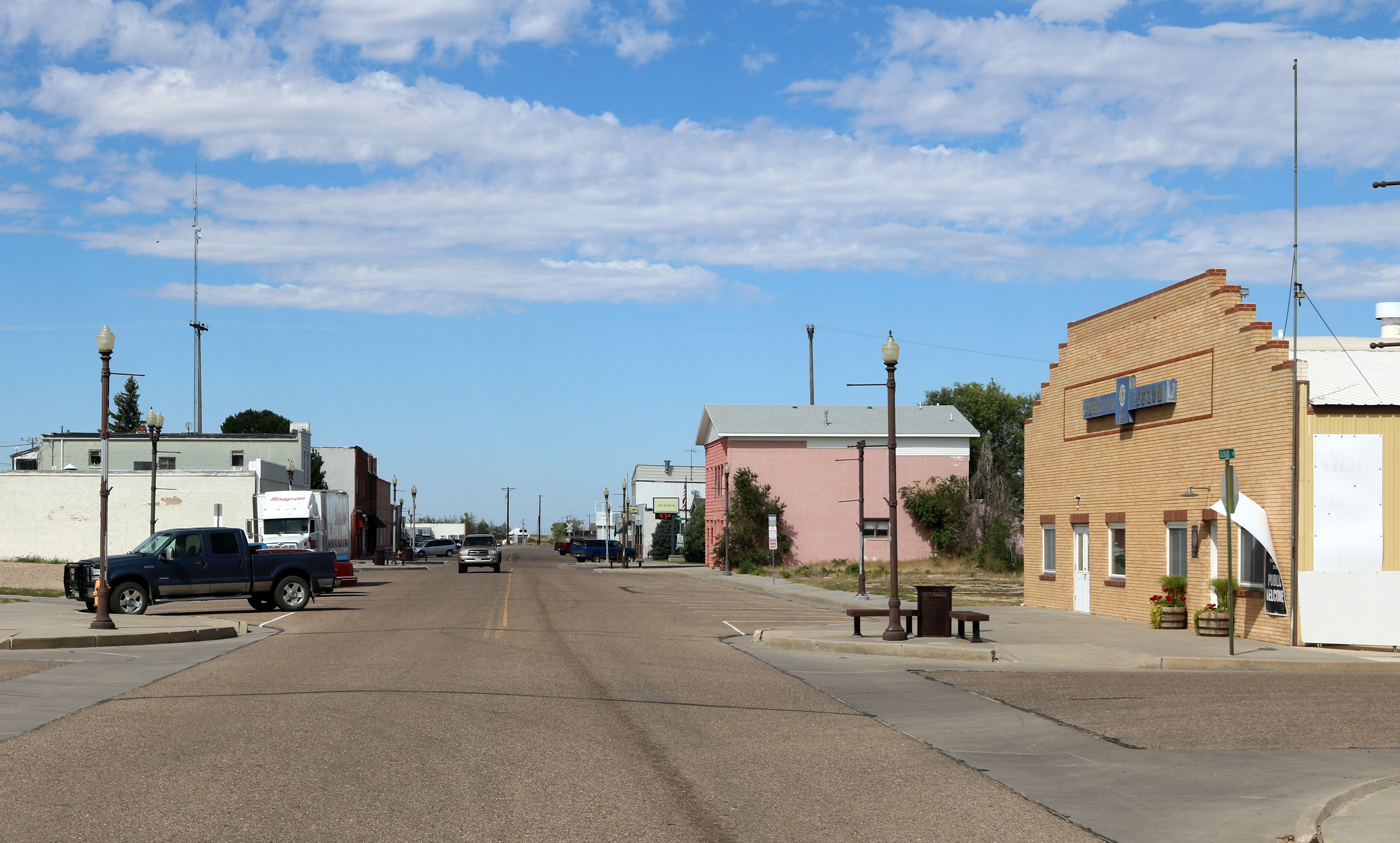
Quartier des affaires de Stratton, vue vers le nord, le long de l'Avenue Colorado

## Démographie
| 1920 | 1930 | 1940 | 1950 | 1960 | 1970 |
| ---- | ---- | ---- | ---- | ---- | ---- |
| 421  | 507  | 623  | 720  | 680  | 790  |

| 1980 | 1990 | 2000 | 2010 | - | - |
| ---- | ---- | ---- | ---- | - | - |
| 705  | 649  | 669  | 658  | - | - |

Selon le recensement de 2010, Stratton compte 658 habitants. La municipalité s'étend sur 0,51 milles carrés (1,32 km2).